# Trofonios
Trofonios − w mitologii greckiej heros Labadei w Beocji, gdzie znajdowała się jego słynna wyrocznia.
Syn Apolla i Epikasty, podobno karmiony był mlekiem Demeter. Zasłynął jako architekt, miał zbudować dom Amfitriona w Tebach, świątynię Apolla w Delfach, skarbiec Augiasza, skarbiec króla Hyrieusa w beockiej Hyrii oraz inne budowle.
Wielkie zdolności doprowadziły go jednak do zguby. Wspólnie z Agamedesem wybudował skarbiec dla króla Hyrieusa, lecz tak przemyślnie, że możliwe było dostanie się tam bez pozostawiania po sobie śladów. Kiedy Hyrieus się zorientował, zwrócił się o pomoc do Dedala, który urządził pułapkę, w jaką wpadł Agamedes. Trofonios w obawie, iż wspólnik go wyda, obciął mu głowę, a wówczas ziemia się rozwarła i pochłonęła zabójcę.